# Itteren
Itteren, en limbourgeois Ittere, est un quartier de l'arrondissement nord-est de la ville de Maastricht. Itteren compte environ 1 000 habitants.

## Géographie
Itteren est situé au nord de Maastricht, sur une île comprise entre la Meuse et le Canal Juliana. Borgharen se trouve sur cette même île. Afin de prévenir les nombreuses inondations dont pâtissait le village, des digues ont été construites à la fin du XXe siècle tout autour du village, créant ainsi une île préservée des hautes eaux.

## Histoire
Ancienne commune indépendante du Limbourg, Itteren est depuis le 1er juillet 1970 un quartier de Maastricht. Le village est toutefois situé en dehors de l'agglomération bâti de la ville.

## Démographie
| 2001  | 2009 | - | - | - | - |
| ----- | ---- | - | - | - | - |
| 1 030 | 983  | - | - | - | - |

## Galerie

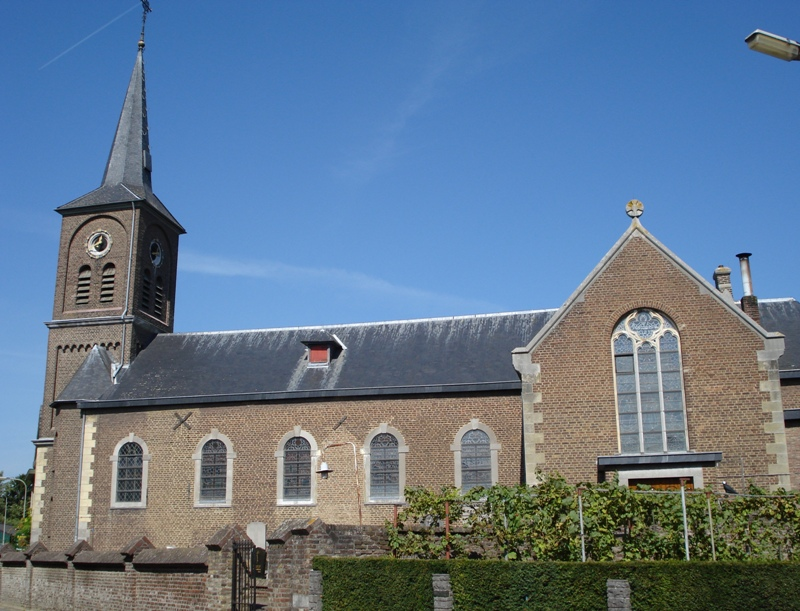
Église Saint-Martin.
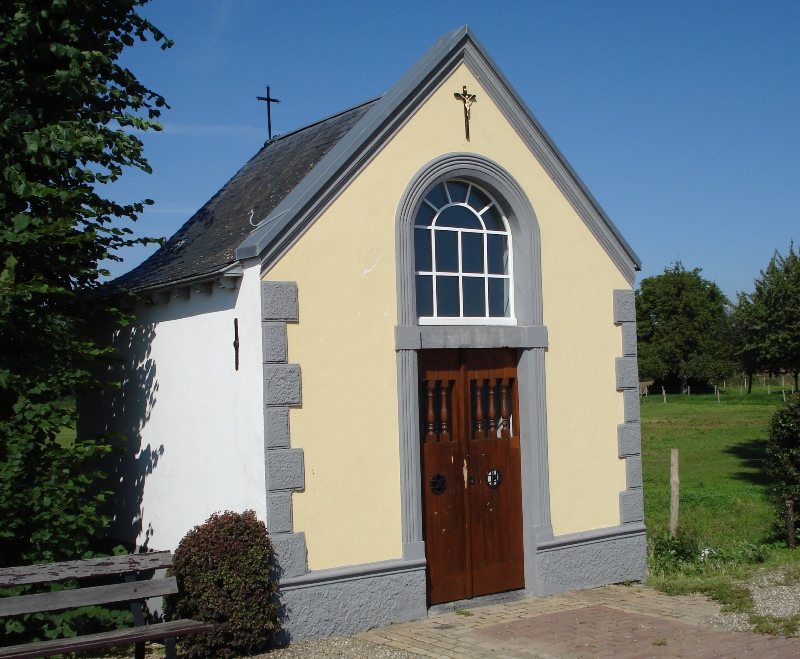
Chapelle de Marie sur Pasestraat.